# Gianni Brezza
Gianni Brezza (* 9. November 1937 in Pula, Kroatien; † 5. April 2011 in Rom) war ein italienischer Tänzer, Choreograf, Schauspieler und Regisseur.

## Leben
Brezza kam zu Beginn der 1960er Jahre nach Rom und wurde beim Ballett der RAI erster Tänzer. Mit diesem war er bei zahlreichen Sendungen wie ‘Canzonissima’, ‘Studio One’ and ‘Milleluci’ beschäftigt; besonders häufig arbeitete er mit Rita Pavone zusammen, neben der er auch als Schauspieler agierte und für die er Regie führte. Mit seiner langjährigen Lebensgefährtin und späteren Ehefrau Loretta Goggi kümmerte er sich nach Beendigung seiner Karriere als Tänzer um Theater- und Fernsehprojekte.

## Filmografie (Auswahl)
- 1967: Blaue Bohnen für ein Halleluja (Little Rita nel West)
- 1968: Der Boß stirbt noch vor 12 (Rapporto Fuller, base Stoccolma)
- 1968: Django und die Bande der Gehenkten (Preparati la bara!)
- 1968: Himmelfahrtskommando El Alamein (Commandos)
- 1968: Ein Loch in der Stirn (Un buco in fronte)
- 1973: Ci risiamo, vero Provvidenza?